# Hannes Delcroix
Hannes Delcroix (* 28. Februar 1999) ist ein belgischer Fußballspieler, der beim FC Burnley in der englischen Premier League spielt. Seit 2020 steht er außerdem im Kader der belgischen Nationalmannschaft.

## Karriere
Delcroix begann seine Karriere bei RSC Anderlecht. Im Januar 2017 erhielt der Jungspieler seinen ersten Profivertrag beim belgischen Hauptstadtklub. Am 5. August 2018 gab Delcroix im Auswärtsspiel gegen den KV Ostende sein Ligadebüt. Am 12. Juli 2019 wechselte er bis zum Ende der Saison 2019/20 auf Leihbasis zum RKC Waalwijk. In der Saison 2020/21 stand er wieder im Kader des RSC Anderlecht und bestritt 23 von 40 möglichen Ligaspielen sowie zwei Pokalspiele. Infolge einer Knieverletzung fiel er vom 7. März 2021 bis zum Ende der Saison 2020/21 sowie erneut von Ende August 2021 bis Ende Dezember 2021 aus. Von Ende Januar 2022 bis Ende April 2022 führte ein Muskelfaserriss zu einer weiteren Verletzungspause, so dass Delcroix in der Saison 2021/22 nur zu 10 von 40 möglichen Ligaspielen sowie zwei Spielen in der Conference-League-Qualifikation mit einem Tor für Anderlecht kam.
In der Saison 2022/23 bestritt er 16 von 34 möglichen Ligaspiele für Anderlecht, zwei Pokalspiele und sieben Spiele im Europapokal mit einem Tor. Von Anfang Januar 2023 bis Mitte März 2023 fiel er wegen einer Knieverletzung aus. Zur anschließenden Wiedereingliederung bestritt er ein Spiel in der U 23-Mannschaft, die in der Division 1B spielt.
In der neuen Saison wurde er bei einem von vier möglichen Ligaspielen kurz eingesetzt, bevor er Mitte August 2023 mit einem Dreijahresvertrag zum Aufsteiger in die englische Premier League, dem FC Burnley wechselte.

### Nationalmannschaft
Delcroix bestritt ein A-Länderspiel gegen die Schweiz am 11. November 2020. Seitdem wurde er nicht mehr in die Nationalmannschaft berufen.